# James D. Halsell
James D. Halsell, född 29 september 1956 i West Monroe, Louisiana, är en amerikansk astronaut uttagen i astronautgrupp 13 den 17 januari 1990

## Karriär
Lämnade NASA:s astronautkår 6 november 2006.

## Rymdfärder
- STS-65
- STS-74
- STS-83
- STS-94
- STS-101